# Saint-Georges-sur-Cher
Saint-Georges-sur-Cher – miejscowość i gmina we Francji, w Regionie Centralnym, w departamencie Loir-et-Cher.
Według danych na rok 1990 gminę zamieszkiwało 2047 osób, a gęstość zaludnienia wynosiła 86 osób/km² (wśród 1842 gmin Regionu Centralnego Saint-Georges-sur-Cher plasuje się na 186. miejscu pod względem liczby ludności, natomiast pod względem powierzchni na miejscu 534.).